# سد اش-سور-سور
سد اش-سور-سور (به لاتین: Esch-sur-Sûre Dam) یک سد قوسی و نیروگاه برقابی در لوکزامبورگ است که در اش-سور-سور واقع شده‌است.